# Dorton Arena

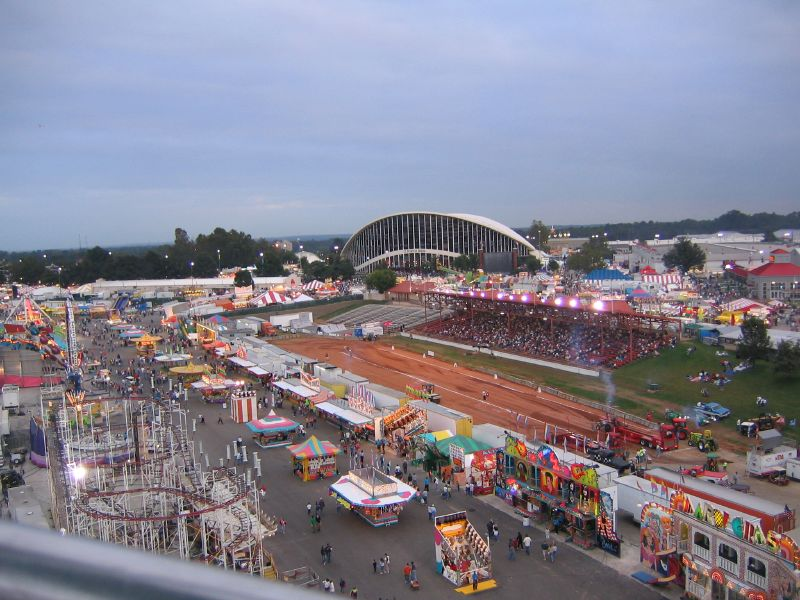
Jahrmarkt – Dorton Arena im Hintergrund

Die J.S. Dorton Arena (oder Paraboleum) ist ein Mehrzweckgebäude mit 7610 Sitzplätzen in Raleigh im US-Bundesstaat North Carolina auf dem Messegelände der North Carolina State Fair. Die Dorton Arena ist das erste große Bauwerk in der Architekturgeschichte mit einem frei hängenden Dach. Das Dach wölbt sich in der Form einer Sattelfläche oder eines hyperbolischen Paraboloids. Zur Messe im Oktober 1952 wurde das Bauwerk eröffnet und am 11. April 1973 als nationales Geschichtsdenkmal (National Historic Monument) in das National Register of Historic Places aufgenommen. Ursprünglich hieß die Halle State Fair Arena, 1961 wurde sie zu Ehren des Leiters der North Carolina State Fair und ihres Auftraggebers Joseph Sibley Dorton (1895–1961) umbenannt.
In der Fachwelt gilt die Dorton Arena als eine ästhetisch gelungene Einheit von Funktion und Form. Die Halle hatte einen großen Einfluss auf die Entwicklung des Leichtbaus und wird daher von architektonisch Interessierten aus aller Welt aufgesucht.

## Baugeschichte

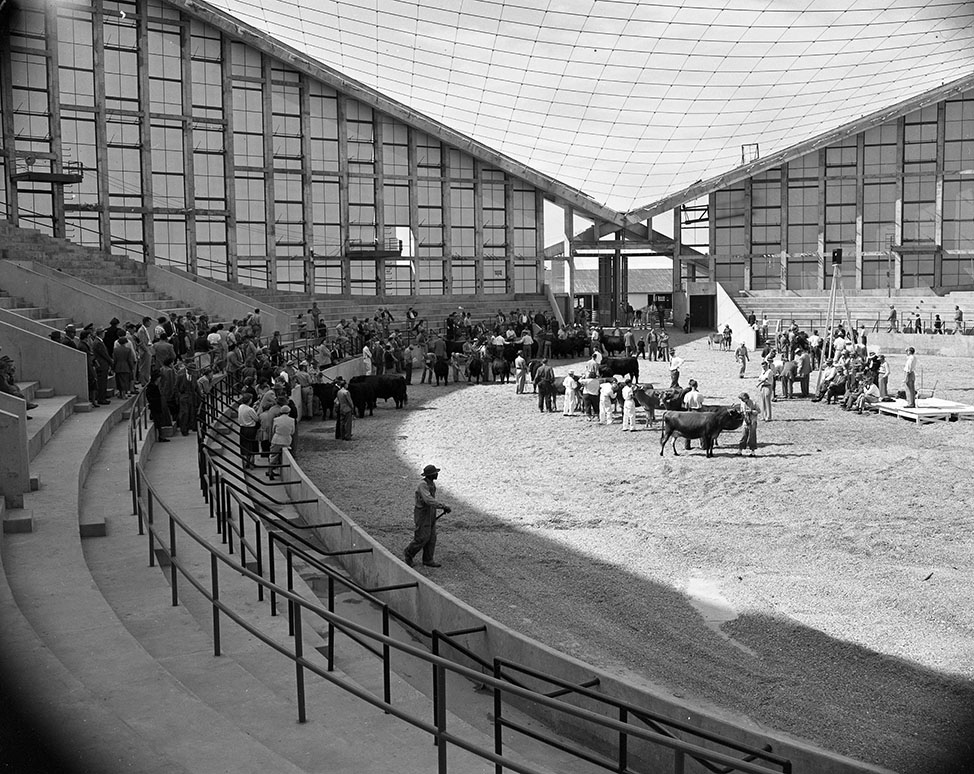
Das Gebäude, bevor die Dachdeckung installiert wurde. Zu sehen das tragende Seilnetz, 15. Oktober 1952.

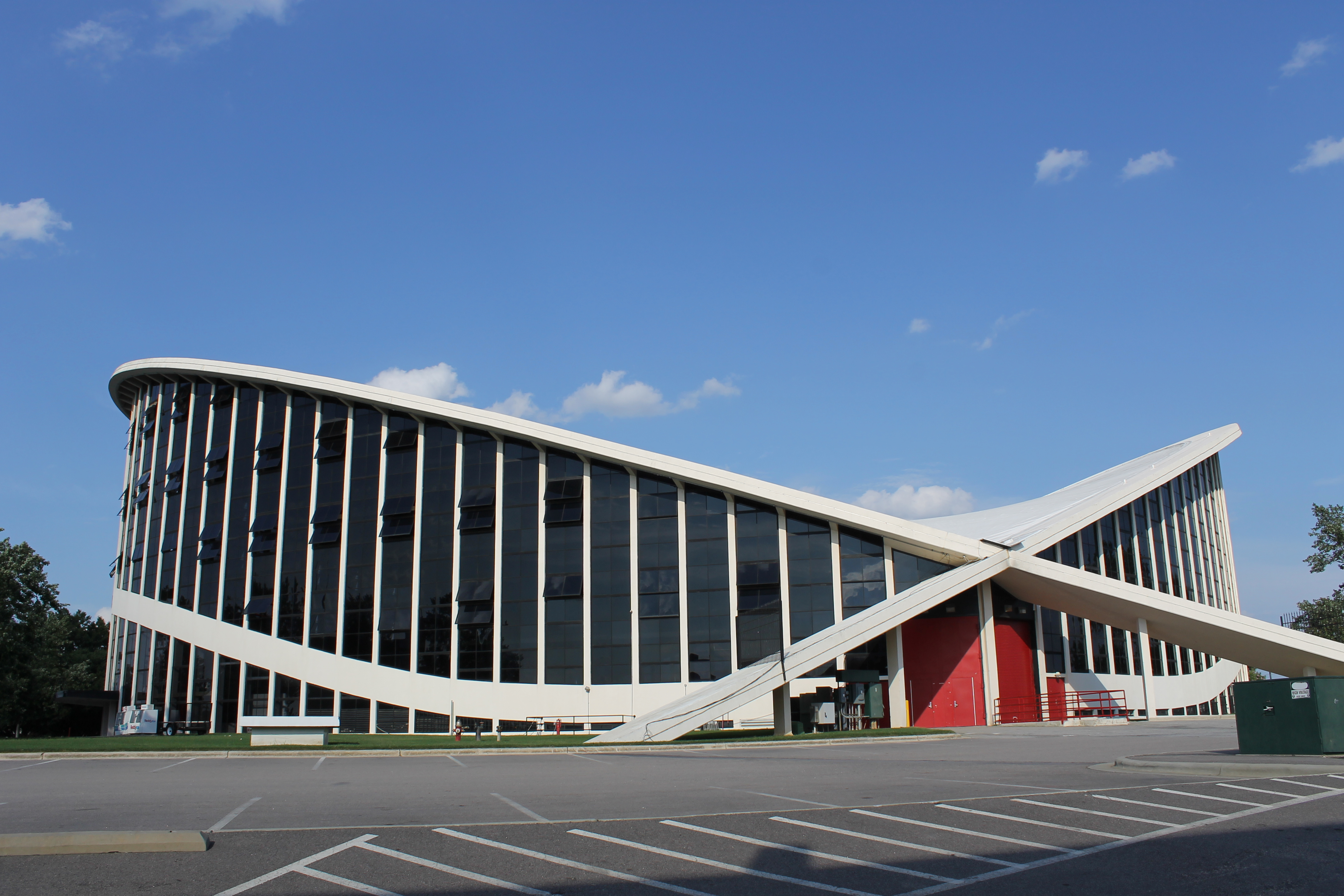
Die beiden gekreuzten Randträger

Der Messeleiter der North Carolina State Fair und frühere Veterinär J.S. Dorton wollte für die alljährliche Landwirtschaftsmesse im Oktober ein Mehrzweckgebäude, das er wie ein „Amphitheater“ gestaltet haben wollte. Darin sollten nicht nur saisonal begrenzte Viehvorführungen und -versteigerungen stattfinden, sondern auch Industriemessen und Sportveranstaltungen über das ganze Jahr hinweg. Für den Bau beauftragte er Maciej Nowicki, der wiederum seinen Freund, den Architekten William Henley Deitrich, als örtlichen Kontaktarchitekten engagierte. Der polnische Architekt und Stadtplaner Nowicki hatte sich schon an internationalen Bauprojekten beteiligt und war seit 1948 an der School of Design am damaligen North Carolina State College in Raleigh, wo er die Fakultät für Architektur leitete. Für diese Halle zeichnete er an die hundert Entwürfe, bevor er 1950 noch vor Baubeginn durch einen Flugzeugabsturz in Ägypten ums Leben kam.
Deitrich entschloss sich, Nowickis Skizzen als Grundlage zu übernehmen, und holte sich dazu weitere Berater und Projektpartner. Ein naher Freund Deitrichs, der New Yorker Bauingenieur Fred Severud, sollte die schwierige Statik der Dorton Arena berechnen. Severud war bekannt für seine Offenheit gegenüber innovativen Konstruktionen. Nowickis Witwe und Architektin Stanisława (Siasia) gab dem Architekturbüro nützliche Hinweise für den Aufbau des geplanten Bauwerks.
Viele konstruktive Details mussten bei diesem Pionierwerk erstmals gelöst werden. Die beiden paraboloiden Randbögen, die das Hängedach stützen, kreuzen sich am Dachrand in 7,9 m Höhe und stabilisieren sich gegenseitig, indem die Enden der Stahlbögen durch horizontale Spannseile im Erdboden miteinander verbunden wurden. Die genaue Lage dieser unterirdischen Spannseile wurde mit Hilfe der ersten Computer ermittelt. 
Vor den Kreuzungspunkten der beiden Bögen integrierte Severud je zwei Festgelenke, um damit Bewegungen der Randbögen ausgleichen zu können.
Auf den filigranen Stützen lastet kaum Gewicht. Sie tragen hauptsächlich die Fassade.
Das Hängedach besteht aus einem Netz von Stahlkabeln (Seilnetz), die zunächst in einem rechtwinkligen Muster an die Randbögen befestigt worden sind. Bei den Kalkulationen wurde von einem Windsog von 16 Pfund je Quadratfuß auf das Dach ausgegangen, doch stellte sich heraus, dass es nur sechs Pfund je Quadratfuß standhielt. Daher verstärkte man das Tragseilnetz durch zusätzliche Spannkabel in diagonaler Ausrichtung. Severud ermittelte in einem Dachmodell mit regulierbaren Federn und Gewichtsanzeige, mit welchem Gewicht die Spannseile vorgespannt sein müssen, um die Dehnungen des Daches durch Wind und Temperaturschwankungen zu minimieren. Dem ersten realen Belastungstest durch den Hurrikan Hazel im Jahr 1954 mit bis zu hundert Meilen pro Stunde hielt das Dach stand. Als Dachabdeckung wurden Metallplatten über dem Isoliermaterial verwendet. Aus Kostengründen reduzierte man Nowickis Entwurf der Fassade auf ein Minimum.

## Rezeption

Ingalls Ice Arena, New Haven, Connecticut, 1956–58

Die Dorton Arena diente vielen Architekten und Bauingenieuren aus dem In- und Ausland als Anregung für baugleiche und -ähnliche Gebäude. Daraus entwickelte sich ein Aufschwung des Leichtbaus, in dem nicht nur hängende Dächer, sondern später auch umgedrehte Hängedächer als Kuppeln (engl. dome) zur Anwendung kamen wie z. B. der Astrodome in Houston oder der Millennium Dome in London. Als weitere Beispiele führt Sprague die Ingalls-Eissporthalle der Yale University (1956–58) von Eero Saarinen und Fred Severud an, das Washington State Coliseum (1962), die Nationale Sporthalle Yoyogi für die Olympischen Spiele 1964 von Kenzo Tange und Yoshikatsu Tsuboi und das New York State Pavilion (1964) von Philip Johnson.
Einen starken Eindruck machte die Dorton Arena auch auf den damaligen Architekturstudenten Frei Otto, der während der Planungsphase in Severuds Ingenieurbüro das Baumodell und die Bauzeichnungen der Halle studieren konnte. Er war von der Einfachheit und Eleganz der Struktur so sehr beeindruckt, dass er sein späteres Berufsleben ganz der Erforschung und Anwendung des Leichtbaus widmete. Seine Dissertation verwendete ein Foto der Dorton Arena als Umschlagbild, Ottos Hängedachbauten wie der deutsche Pavillon für die Weltausstellung Expo 67 in Montreal und der Olympiapark in München wurden weltberühmt.
In Europa ist die Berliner Kongresshalle von Hugh Stubbins und Fred Severud am bekanntesten von allen Hängedachbauten geworden. Weitere Nachfolgebauten der Dorton Arena sind das Sendergebäude von Europe 1 in Felsberg-Berus (1954), das Feierabendhaus Knapsack (1957) in Hürth, der Hörsaal Auditoire Paul-Emile Janson (1956) der Université libre de Bruxelles (ULB), die Sporthalle Športová hala Pasienky (1958) in Bratislava, das Eisstadion (Ice Aréna) im slowakischen Prešov (1965), Ulrich Müthers Teepott in Rostock-Warnemünde (1968) und die Sporthal Beverwijk in Beverwijk (1971). Frei Otto urteilte über diese Nachfolgebauten: „Für eine lange Zeit war die Raleigh-Arena die wichtigste Konstruktion im Bereich der weitgespannten Seilnetzkonstruktionen. Sie wurde in vielen ähnlichen Entwürfen imitiert, doch keine vergleichbar mit dem Original in der Qualität.“

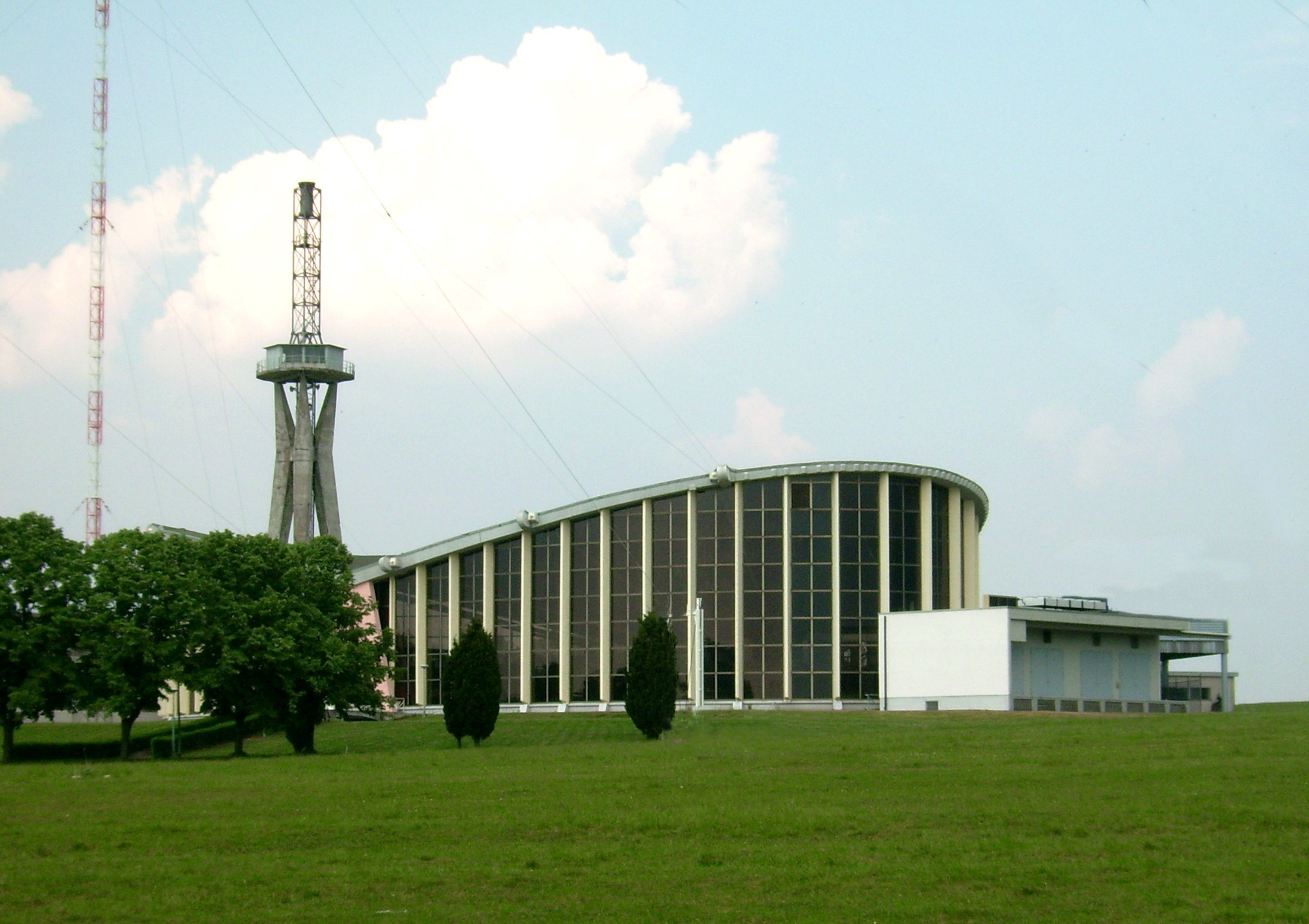
Europe 1-Sendergebäude (1954)
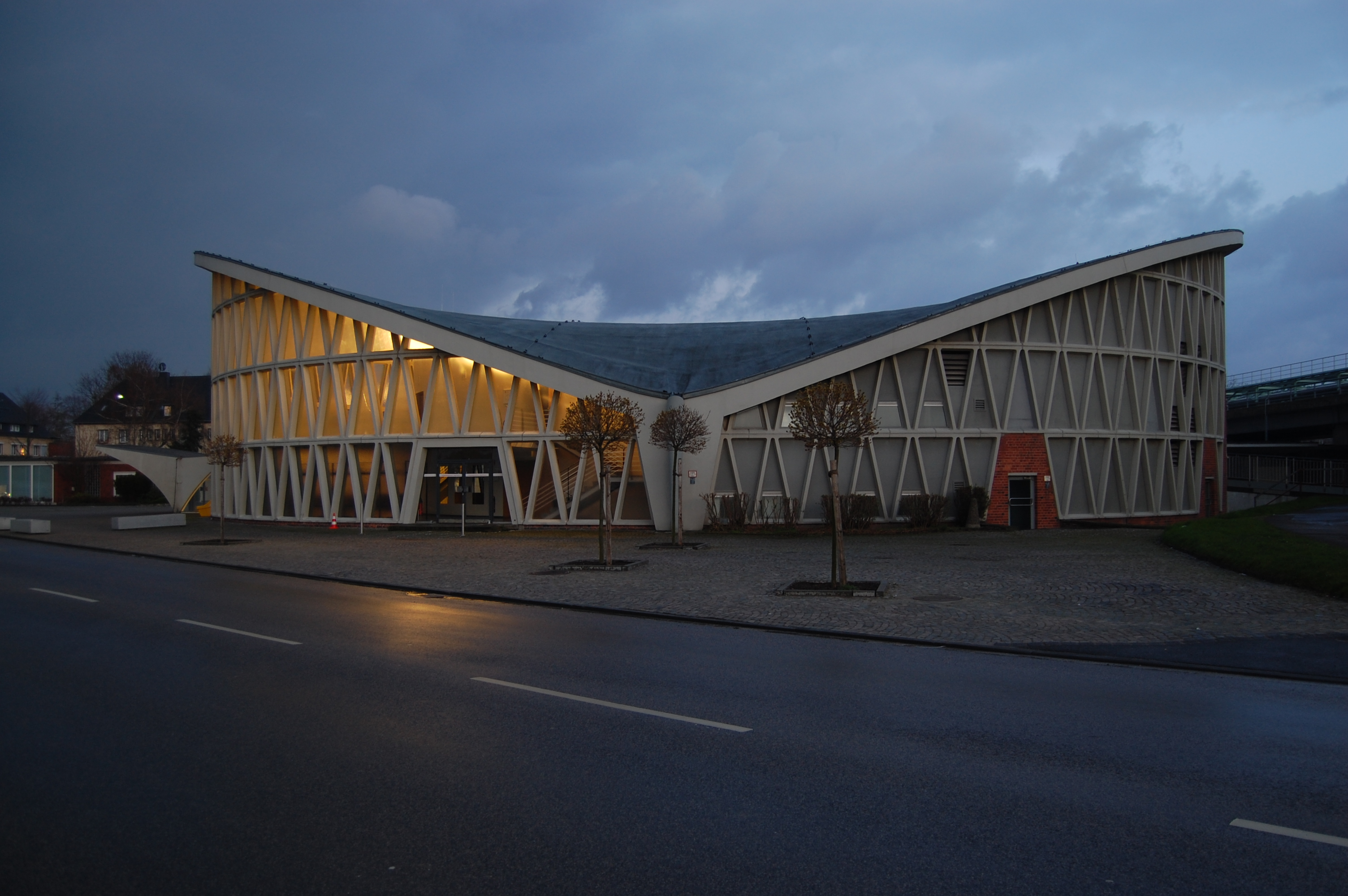
Feierabendhaus Knapsack (1957)
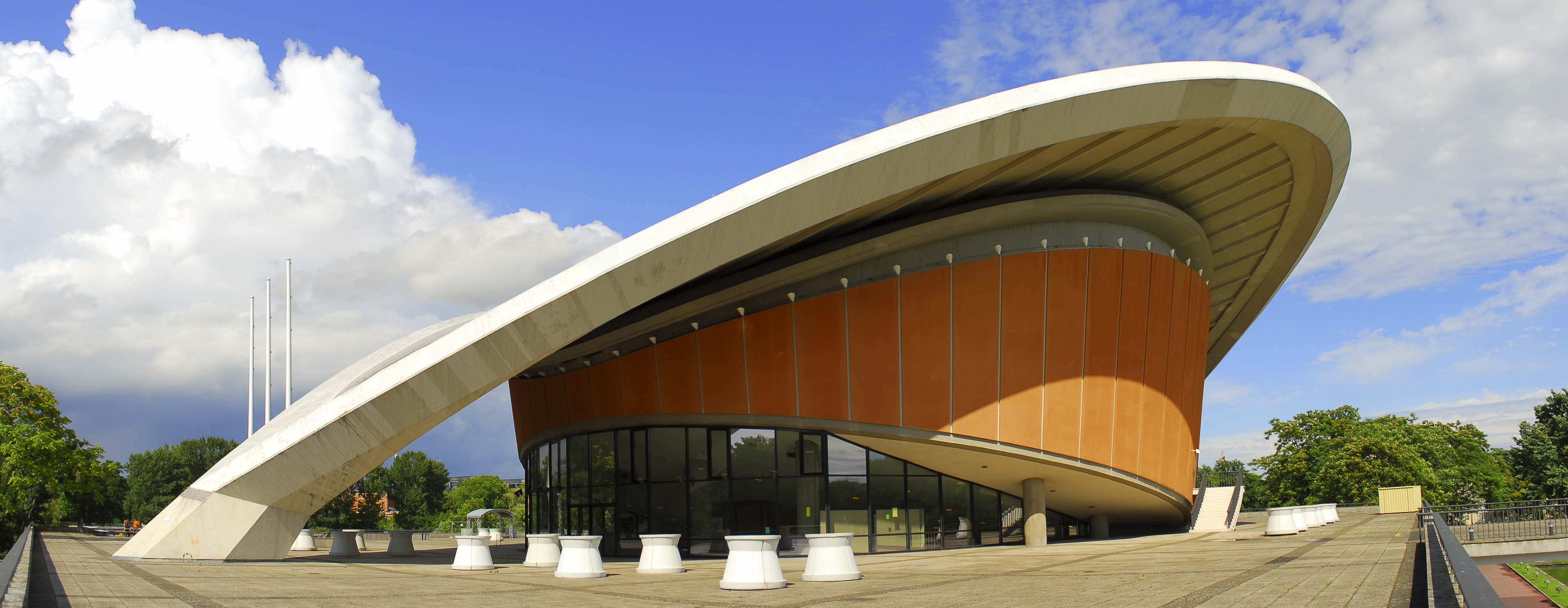
Kongresshalle in Berlin (1957)
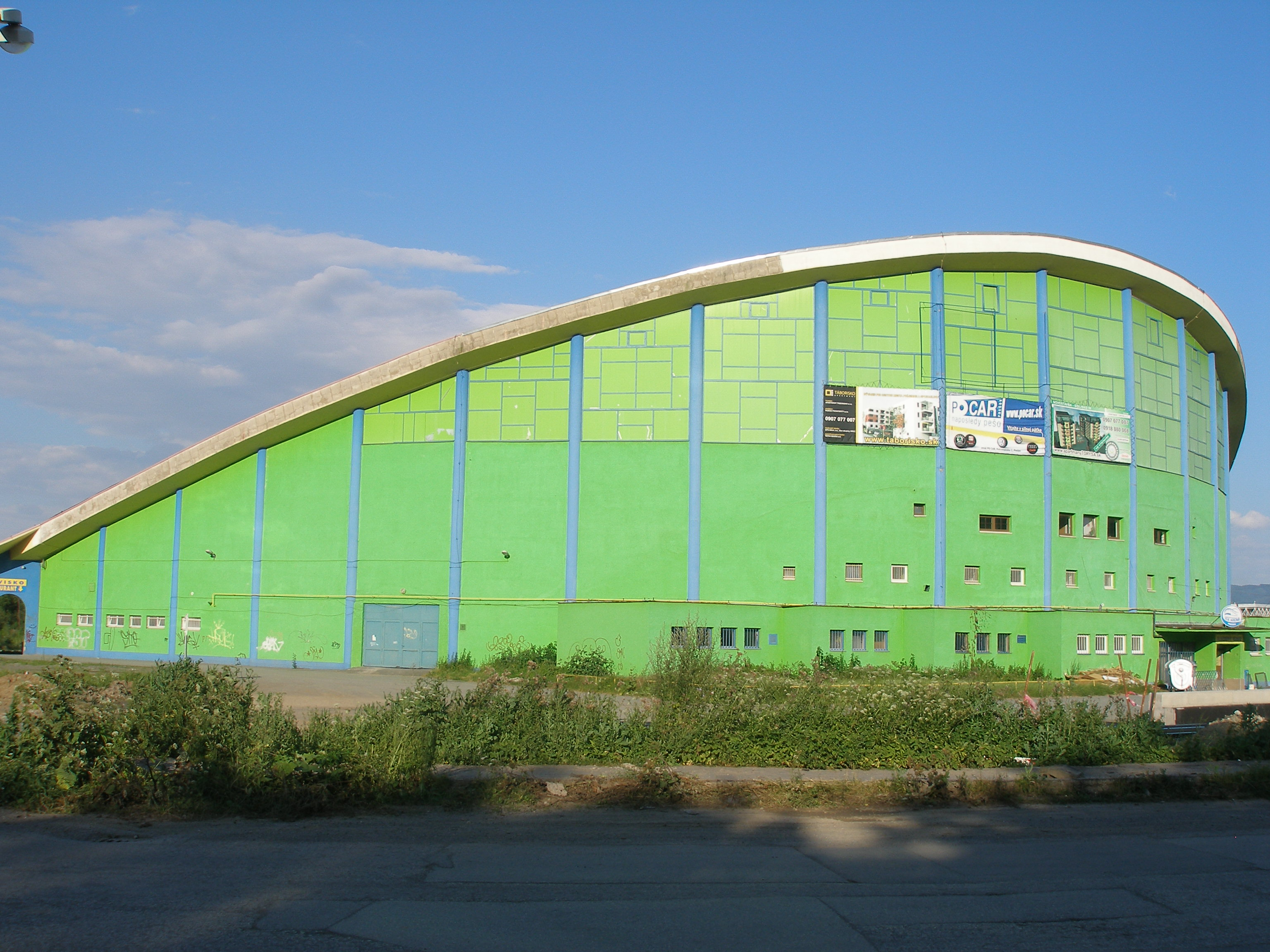
Ice Aréna in Prešov (1965)
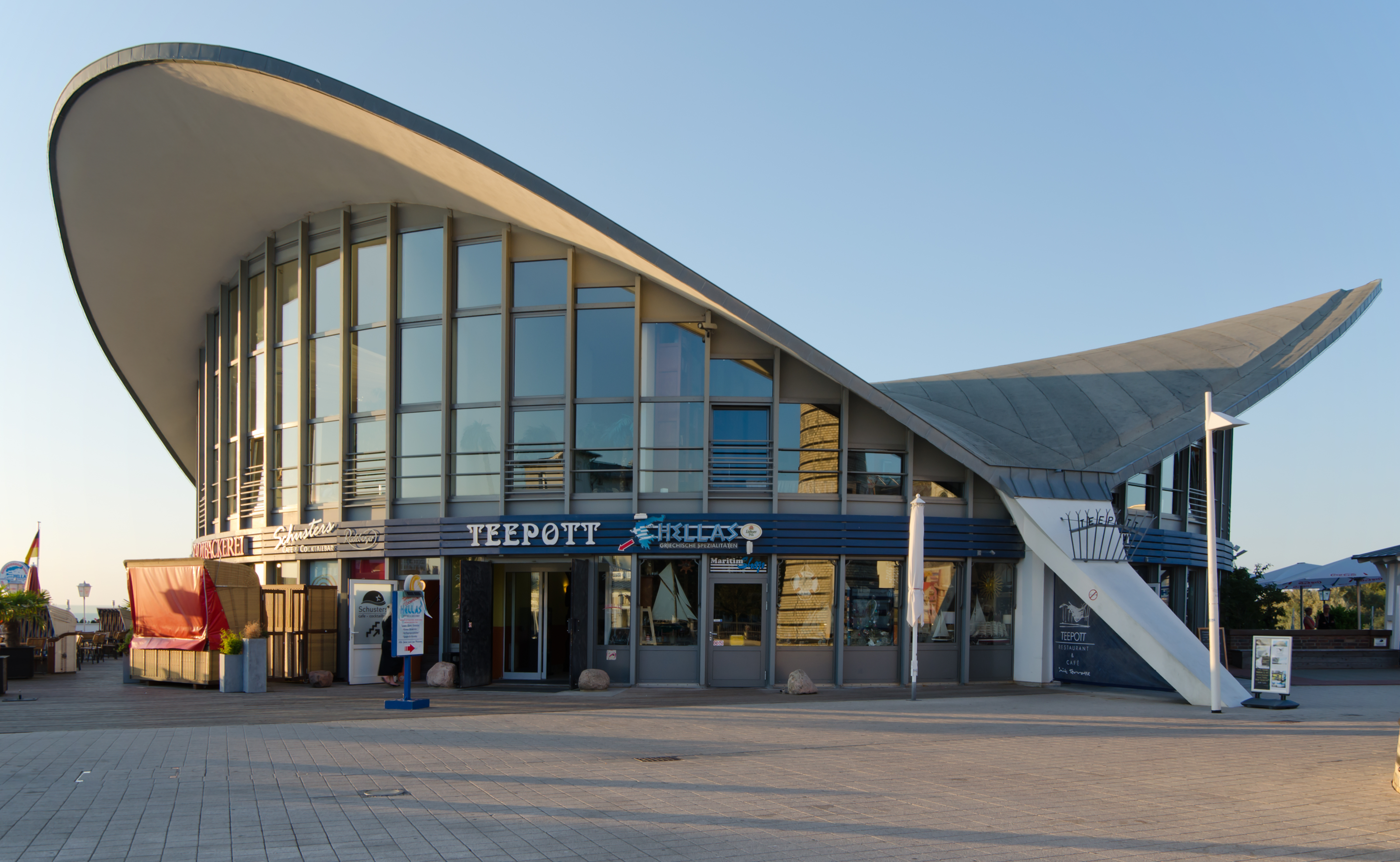
Teepott in Rostock-Warnemünde (1968)

Eine weitere Entwicklung sind Gebäude mit hyperbolisch-paraboloiden Hängedächern, welche die Zugkraft des Spannstahls in der Dachdecke an den Stahlträgern entlang der Stützmauern abführen. Beispiele hierfür sind die Schwarzwaldhalle (1953) in Karlsruhe, das Arizona Veterans Memorial Coliseum (1965) oder das Schwimmbad Plavecký stadion (1971) im südböhmischen České Budějovice (Budweis).

## Auszeichnungen (Auswahl)
- 1953: Engineering Gold Medal von The Architectural League of New York[8]
- 1953: First Honor Award des American Institute of Architects (AIA)[8]
- 1957 wählte das American Institute of Architects die Dorton Arena zu den zehn Gebäuden, von denen der größte Einfluss auf die zukünftige amerikanische Architektur erwartet wurde.[10]